# Aleksander Zborzyl-Mirecki
Aleksander Zborzyl-Mirecki, właśc. Aleksander Zborzyl (ur. 2 października 1892, zm. 10 grudnia 1918 w Szczercu) – porucznik piechoty Wojska Polskiego, kawaler Orderu Virtuti Militari.

## Życiorys
Urodził się w 1892. Uczył się w C. K. II Szkole Realnej we Lwowie, gdzie w 1909 ukończył VII klasę i zdał egzamin dojrzałości (w jego klasie był Władysław Toruń). Studiował filozofię. 
W czasie I wojny światowej walczył w szeregach cesarskiej i królewskiej Armia. Jego oddziałem macierzystym był Pułk Piechoty Nr 95. Na stopień podporucznika został mianowany ze starszeństwem z 1 lipca 1915 w korpusie oficerów rezerwy piechoty.
W 1918 był członkiem Polskiej Organizacji Wojskowej. Wziął udział w obronie Lwowa podczas wojny polsko-ukraińskiej. Wówczas przybrał drugie nazwisko Mirecki. W stopniu porucznika walczył w załodze Odcinka V Szkoły im. Sienkiewicza. Został określony za jednego z największych bohaterów walk po stronie polskiej. Pełnił funkcję komendanta oddziałów karabinów maszynowych, uczestniczył w walkach w autach pancernych. Łącznie zdobył 12 karabinów nieprzyjacielskich, w tym 6 własnoręcznie. Jego zachowanie jako żołnierza cechowała nadzwyczajna odwaga, poświęcenie, a nawet fantazja. Wsławił się m.in. przeniesieniem karabinu maszynowego przechodząc przez dachy kamienic na odcinku ulic zajmowanych przez Ukraińców. Walczył do końca walk we Lwowie 22 listopada 1918. Po zakończeniu obrony miasta brał udział w kampanii przeciw Ukraińcom w Galicji Wschodniej w szeregach 1 Pułku Strzelców Lwowskich i był wyróżniany pochwałami za wykazane męstwo. W grudniu 1918 pod Stryjej został ranny w brzuch w wyniku postrzału. Wzięty do niewoli zmarł w szpitalu w miejscowości Szczerzec. Według innego źródła (Stanisław Nicieja) miał polec pod Nawarią 10 grudnia 1918. Został pochowany w kwaterze dowódców na Cmentarzu Obrońców Lwowa (kwatera V, miejsce 297).

## Ordery i odznaczenia
- Krzyż Srebrny Orderu Wojskowego Virtuti Militari nr 2952 – pośmiertnie, 10 sierpnia 1922[13] (wymieniony wśród odznaczonych żołnierzy późniejszego 38 pułku piechoty Strzelców Lwowskich[14], dekoracja dokonana 17 kwietnia 1921 we Lwowie przez gen. broni Tadeusza Rozwadowskiego)[15]
- Krzyż Niepodległości – pośmiertnie 4 listopada 1933 za pracę w dziele odzyskania niepodległości[16]
- Signum Laudis Brązowy Medal Zasługi Wojskowej z mieczami na wstążce Krzyża Zasługi Wojskowej[3]
- Krzyż Wojskowy Karola[3]
- Krzyż Pamiątkowy Mobilizacji 1912–1913[3]

## Upamiętnienie
Władze Politechniki Lwowskiej zaplanowały na październik 1923 odsłonięcie tablicy pamiątkowej z nazwiskami studentów uczelni poległych w walkach o niepodległość 1918-1921; wśród upamiętnionych był Aleksander Zborzyl-Mirecki.
Uchwałą Rady Miasta Lwowa z listopada 1938 jednej z ulic we Lwowie nadano imię Aleksandra Zborzyl-Mireckiego.